# Gerardjan Rijnders
Gerardjan Rijnders (Delft, 2 juni 1949) is een Nederlands toneelregisseur, -speler en -schrijver.

## Levensloop
Na de middelbare school ging Rijnders in Amsterdam naar de regieopleiding aan de Theaterschool en tegelijkertijd studeerde hij Rechten aan de Universiteit van Amsterdam. Beide opleidingen rondde hij af. Op de regieopleiding werd hij begeleid door Leonard Frank, bij wiens Toneelgroep Baal hij in 1974 debuteerde als professioneel regisseur. Hiervoor, na zijn eindexamen in 1973, werkte hij als regieassistent van Fritz Marquardt, die uitgenodigd was om Penthesilea van Heinrich von Kleist voor de Toneelraad Rotterdam te regisseren. Werken met Marquardt betekende voor Rijnders het vak voor negentig procent leren.
In 1975 werd Rijnders samen met vier andere regisseurs gevraagd om te regisseren bij een nieuwe toneelgroep F Act, een groep waar jonge regisseurs een kans kregen om professioneel theater te maken. Dit was een initiatief van de toenmalige Rotterdamse Toneelraad. In het eerste jaar regisseerde Rijnders een eigen bewerking van Sofokles’ Antigone. In het jaar daarop speelde hij de titelrol in de film Schreber, waarvan hij met Mia Meijer het scenario schreef en die werd geregisseerd door Paul Vermeulen Windsant. Na regies bij De Nieuwe Komedie (Voor niks gaat de Zon op) en bij het Projekttheater van Frans Strijards (Transsiberië Expres van Copi en zijn eigen stuk, Dollie of Avocado’s bij de Lunch) werd hij in 1977, tijdens het werken aan Carl Sternheims Burger Schippel gevraagd om met regisseurs Paul Vermeulen Windsant en Ulrich Greiff de leiding van Toneelgroep Globe in Eindhoven over te nemen. Onder zijn artistiek leiderschap (tot 1985) werd Globe een van de spraakmakendste gezelschappen van Nederland. De volgende twee jaar regisseerde Rijnders voornamelijk voor het Publiekstheater in Amsterdam en de Toneelschuur te Haarlem.

## Toneelgroep Amsterdam
In 1987 fuseerden het Publiekstheater en Toneelgroep Centrum tot een nieuw gezelschap, Toneelgroep Amsterdam (TGA). Rijnders werd de artistieke leider, aanvankelijk naast Jan Ritsema, die al snel het gezelschap verliet. Het gezelschap stond al snel bekend om zijn producties van zowel klassiek als modern repertoire, meestal van een artistiek hoog niveau en dikwijls spraakmakend. Dit kwam niet in de laatste plaats door de 'montagevoorstellingen' die Gerardjan Rijnders schreef en regisseerde (o.a. Bakeliet, Count your blessings). In de grote schouwburgzaal bracht Rijnders klassieke teksten als onderdeel van zijn onderzoek naar de retorica in de grote zaal. Rijnders was in deze periode ook actief in Duitsland. Zo regisseerde hij in 1996 bij het Deutsches Theater Berlin (Berlijn) zijn eigen stuk Moffenblues en in januari 1998 bij Schauspiel Bonn, Malstrom, de opvolger van de montagevoorstelling Licht. In november 1998 regisseerde hij Penthesilea bij het Deutsches Theater Berlin.

## Na 2000: Freelance regisseur
Sinds 2000 is Rijnders freelance regisseur. Hij regisseerde de afgelopen jaren onder meer stukken bij het Bellevue Lunchtheater, het Nationale Toneel en het Ro Theater. Voor Hummelinck Stuurman regisseerde hij een drieluik van stukken van Anton Tsjechov. De komende jaren zal hij bij deze producent een drieluik maken van Shakespeare-stukken.

## Acteerwerk

### Toneelstukken
- Answer me (2010)
- Bakeliet (1987)
- Ballet (1990)
- Ben ik al geboren (2009)
- Bernhard (2000)
- Beroerd: of, de vergeten medeminnaar (2003)
- Boelbal (1996)
- Count your Blessings (1992)
- De Bacchanten (1986)
- De Hoeksteen (1987)
- De Opvolger M/V (1992)
- Dollie of Avocado's bij de Lunch (1977)
- Drakengebroed (2006)
- Echt? (2003)
- Ecstasy (1995)
- Eczeem (1982)
- Het bezoek (2005)
- Hedda Hedda (1998)
- Hoorspel/ Gay pervers (1992)
- Huilend zink (1993)
- In het Tuinhuis (1984)
- Jan (2006)
- Jij en ik (1975)
- Kanker (1996)
- Licht (1996)
- Liefhebber (1992)
- Lux (1990)
- Macbeth (2004)
- Mahlstrom (1997)
- Moffenblues (1996)
- Mooi (1995)
- Nadien (1988)
- Narciss (2012)
- Nu Syt Wellecome (1990)
- Ovomaltine (1983)
- Pang! (2001)
- Pick up (1986)
- Remember me (2000)
- Roelofarendsveen (1992)
- Schreber (1976)
- Silicone (1986)
- Snaren (2002)
- Sneeuw over Moskou (1982)
- Stalker (2000)
- Supporting Act (1991)
- Tasso in Weimar (1978)
- The Rhinestone Queen/Rosemary Clooney's Baby (1978)
- Tim van Athene (2003)
- Titus, geen Shakespeare (1988)
- Tragedie (2007)
- Tulpen Vulpen (1988)
- Victory Boogie Woogie (2009)
- Wolfson, de Talenstudent (1984)
- Zien en zien (2004)

Toneelteksten van Rijnders worden uitgegeven bij IT&FB en De Nieuwe Toneelbibliotheek.

### Film
- Het boek van alle dingen (2024) als Dominee

## Prijzen
- Albert van Dalsumprijs, 1977 voor Schreber
- Albert van Dalsumprijs, 1988 voor zijn aandeel in de totstandkoming van drie nieuwe Nederlandse stukken bij Toneelgroep Amsterdam (Bakeliet, De Caracal en De Hoeksteen)
- Theaterfestival. Prijs in 2000 voor De Cid
- Hendrik de Vriesprijs, 2001, voor zijn gehele oeuvre.
- Prins Bernhard Cultuurfonds. Theaterprijs, 2003, voor zijn gehele oeuvre